# زیردریایی ام-۲۰۰
زیردریایی ام-۲۰۰ (به انگلیسی: Soviet submarine M-200) یک زیردریایی بود که طول آن ۵۰٫۵ متر (۱۶۶ فوت) بود.